# Sandro Pignatti
Alessandro Pignatti, detto Sandro (Venezia, 28 settembre 1930 – Roma, 13 giugno 2025), è stato un botanico ed ecologo italiano.
Le sue ricerche vertono sull'ecologia, fitogeografia, flora, e vegetazione, con particolare riferimento agli ecosistemi mediterranei e alpini.
È autore del più recente trattato di floristica relativo all'intero territorio nazionale.

## Biografia
Pignatti nacque a Venezia da padre mantovano e madre modenese. Bambino prodigio, entrò all'università a 17 anni con l'intenzione di specializzarsi in geografia ma, dopo aver assistito a una conferenza di Valerio Giacomini virò sulla botanica. Alunno del prestigioso Collegio Ghislieri, si laureò in Biologia nel 1954, presso l'Università degli Studi di Pavia. Dopo la laurea si spostò dapprima a Barcellona con una borsa di studio, poi a Montpellier, dove nel 1953 fu allievo del fitosociologo Josias Braun-Blanquet. Proprio in Francia incontrò la futura moglie, Erika Wikus, una ricercatrice austriaca, che sposò nel 1956 e che lo sosterrà in molte ricerche. Fu assistente e professore incaricato di Botanica a Pavia dal 1955 e dal 1958 a Padova.
Nel 1962 divenne professore ordinario di Botanica a Trieste (1962-1982) e incontrò Erich Nelson, un botanico di origine tedesca, che lavorò a lungo sulla flora italiana e che fece numerosi studi sull'evoluzione dei fiori d'orchidea. Di Nelson, Pignatti fece suo l'approccio olistico con cui si avvicinava alla natura.
Professore di Ecologia vegetale a Roma (1983-1988), diventò prima (1º novembre 1988) professore ordinario di Ecologia presso l'Università di Roma "La Sapienza" e poi professore emerito presso il medesimo ateneo.
Ha tenuto una serie di conferenze presso la Università Soka di Tokyo sui problemi dell'educazione ambientale. Dal 1982 collaborò all'attività dello Schulnaturzentrum di Hannover su problematiche riguardanti la vegetazione europea.
È stato membro dell'Istituto Veneto di Scienze, Lettere ed Arti, dell'Accademia delle Scienze di Torino, dell'Accademia Slovena, dell'Accademia di Cordoba (Argentina), dell'Accademia Europea di Bolzano, socio onorario dell'Accademia Italiana di Scienze Forestali e Grande Ufficiale al Merito della Repubblica Italiana. Dal 1999 è socio dell'Accademia Nazionale dei Lincei.
La specie di piante dell'Australia occidentale Calectasia pignattiana ha ricevuto l'attuale denominazione in occasione del 70º compleanno del professor Pignatti e di sua moglie Erika.
Con la sua scomparsa, la Botanica mondiale perde uno dei suoi massimi esperti, uno scienziato eclettico che è riuscito appieno, dove altri erano riusciti solo in parte e non in maniera così esaustiva, a mettere ordine nella Flora Italiana ordinandola secondo chiavi dicotomiche chiare, inequivocabili ed immediate basandosi su caratteri morfologici evidenti, disegnati e osservabili da tutti, non solo specialisti.
Muore a Roma il 13 giugno 2025.

## Biblioteca personale
La sua biblioteca personale è conservata presso la Biblioteca del Dipartimento di Biologia ambientale di Sapienza Università di Roma.
La donazione Sandro Pignatti si compone della ricca collezione personale di monografie, fascicoli di periodico, estratti, opuscoli, fogli di schede, tabelle, corrispondenze con eminenti autori di Scienza della vegetazione quali Reinhold Tuxen e Josias Braun-Blanquet, quantificabile in circa 5.000 unità e realizzata durante l'attività d’insegnamento universitario del Professore, dal 1955 circa a oggi, presso le Università di Pavia, Padova, Trieste e Roma-Sapienza, unitamente all'attività di ricerca.
Le pubblicazioni di cui si compone il Fondo sono relative allo studio della flora, vegetazione, fitogeografia, ecologia con particolare riferimento agli ecosistemi mediterranei e alpini. Molti lavori riguardano, inoltre, la tematica ambientale.

## Premi
- 1983 - Medaglia d'oro OPTIMA[4][5]
- 2000 - Premio Ferrari Soave per la Biologia Vegetale, Accademia delle Scienze di Torino[6]
- 2006 - Premio Gambrinus per il suo libro Assalto al pianeta[7]

## Pubblicazioni
- Flora d'Italia, Edagricole, Bologna, 1982.
- Ecologia del Paesaggio, UTET, Torino, 1994.
- Ecologia vegetale, UTET, Torino, 1995 (curatore).
- I boschi d'Italia, UTET, Torino, 1998.
- Assalto al pianeta, Bollati Boringhieri, Torino, 2000, con Bruno Trezza.
- Plant Life of the Dolomites, Springer, Nature Museum South Tyrol, 2014, con Erika Pignatti, ISBN 978-3-642-31042-3.
- Flora d'Italia, 2ª edizione, Edagricole, Milano, 2017, ISBN 9788850652426.

| Pignatti è l'abbreviazione standard utilizzata per le piante descritte da Sandro Pignatti. Consulta l'elenco delle piante assegnate a questo autore dall'IPNI. |